# Поток (Берек)
45°44′ пн. ш. 16°51′ сх. д. / 45.73° пн. ш. 16.85° сх. д.
Поток (хорв. Potok) — населений пункт у Хорватії, у Б'єловарсько-Білогорській жупанії у складі громади Берек.

## Населення
Населення за даними перепису 2011 року становило 64 осіб.
Динаміка чисельності населення поселення: